# 县丞署
县丞署位于浙江省嘉兴市嘉善县西塘镇塘东街社区南塘东街6号(四方汇)。

## 历史
县丞署是嘉善县署的派出机构，乾隆三十八年(1773) 设于王家角原常平仓基。同治八年(1869) 重建于大结圩四方汇。

## 建筑
县丞署坐北朝南, 面积183平方米，原有三进, 均面阔三间。一、二进明间现作为过道，东西次间仍作为居住用途。第三进已改建为楼房。

## 保护
2004年1月,县丞署公布为嘉善县文物保护单位。